# Quaderns d'Estudi
Quaderns d'Estudi fou una revista mensual de pedagogia trimestral publicada pel Consell de Pedagogia de la Diputació de Barcelona i després de la Mancomunitat de Catalunya. S'edità entre l'octubre del 1915 i el març del 1924. Incloïa treballs de pedagogs catalans i articles d'innovacions en pedagogia, psicologia i didàctica. En varen ser directors Eugeni d'Ors i Pere Màrtir Bordoy i Torrents. Uns dels seus col·laboradors foren Joan Crexells i Vallhonrat. Alexandre Galí, Ramon Rucabado, entre d'altres.
Els Quaderns d'Estudi pretenen afavorir la formació del magisteri i el professorat durant el curs escolar. Volen ser un complement formatiu de les Escoles d'Estiu fent conèixer les aportacions més significatives de la pedagogia, la psicologia i la didàctica estrangeres, També les dels pedagogs catalans més importants. Fou un instrument de difusió de l'Escola Nova i un ajut als mestres per a fer escola en català.
A la seva empara va aparèixer el Butlletí dels Mestres, els anys 1922 i 1923, i posteriorment del 1931 al 1938.